# 鳴瀬川橋梁
鳴瀬川橋梁（なるせがわきょうりょう）は、宮城県東松島市野蒜字下山ノ坊と牛網字下西を結ぶ鉄道橋。東日本旅客鉄道（JR東日本）仙石線の野蒜駅と陸前小野駅の間にあり、一級河川 吉田川と鳴瀬川を跨ぐ単線電化の橋梁である。2000年（平成12年）6月完成。プレストレスト鉄筋コンクリート構造下路桁のフィンバック橋という珍しい構造をしている。
鳴瀬川橋梁ではこの方式を鉄道橋としては世界で初めて採用した。
なお、フィンバックが橋梁断面の両側についているため、その部分は防風用の柵の代用となる。鳴瀬川橋梁は、フィンバックが低い箇所にも別途防風柵を取り付け、強風による鉄道の乱れを大幅に減少させた。
1999年（平成11年度）土木学会田中賞・日本コンクリート工学協会作品賞、2001年（平成13年度）土木学会デザイン賞優秀賞を受賞している。

## 沿革
仙石線は、1944年（昭和19年）戦争遂行のための戦時買収私鉄指定により買収された宮城電気鉄道が敷設した路線である。現地は西側に吉田川、東側に鳴瀬川が平行して流れ、その川幅は合わせて約430 m（メートル）あった。宮城電鉄は1928年（昭和3年）、ここに3径間の吉田川橋梁、22径間の鳴瀬川橋梁を建設した。どちらもデックガーダー形式といい、鋼桁の上を列車が通るものである。
時は流れ、建設省（現国土交通省）による河川改修事業により、吉田川及び鳴瀬川の堤防等は着実に整備されたが、この橋梁周辺は未着手の状態が続いた。そのため、河川幅の狭隘部となっており、洪水の危険性が高まる地点となっていた。そこで河川改修事業の一環として吉田川・鳴瀬川橋梁の架け替えが決定し、約200 m下流に新橋梁を建設してルートを変更することになった。
また、橋梁付近は強風が吹きやすい地点であり、デックガーダー形式は吹きさらしの構造のため、鉄道の運休・遅延もたびたび発生した。そのため、新橋梁には、強風対策が求められた。

## 諸元
- 種類:PRC鉄道橋[1]
- 型式:6径間連続下路桁フィンバック橋形式[1]

## 東日本大震災による影響
2011年（平成23年）3月11日に発生した東日本大震災では、コンクリート構造物に直接の被害は無かったが、支承の一部が石巻寄りに変形した。2015年（平成27年）5月30日の仙石線の全線復旧時には、陸前大塚駅から当橋梁までの区間が移設となった。